# Kosuke Goto
Kosuke Goto (後藤 虹介 Goto Kosuke?, nacido el 23 de julio de 1994 en Shizuoka) es un futbolista japonés que juega como defensa.
En 2017, Goto se unió al Azul Claro Numazu de la J3 League. Después de eso, jugó en el Briobecca Urayasu.

## Trayectoria

### Clubes
| Club              | País  | Año    |
| ----------------- | ----- | ------ |
| Azul Claro Numazu | Japón | 2017 - |
| Briobecca Urayasu | Japón | 2017   |

## Estadística de carrera

### J. League
| Club              | Año   | J. League | J. League | Copa J. League | Copa J. League | Total | Total |
| Club              | Año   | Part.     | Goles     | Part.          | Goles          | Part. | Goles |
| ----------------- | ----- | --------- | --------- | -------------- | -------------- | ----- | ----- |
| Azul Claro Numazu | 2017  | 0         | 0         | -              | -              | 0     | 0     |
| Azul Claro Numazu | 2018  | 0         | 0         | -              | -              | 0     | 0     |
| Azul Claro Numazu | 2019  | 8         | 0         | -              | -              | 8     | 0     |
| Total             | Total | 8         | 0         | 0              | 0              | 8     | 0     |